# Jesús Castro Agúndez
Jesús Castro Agúndez (El Rosarito, Baja California Sur, 17 de enero de 1906 - 26 de marzo de 1984) fue un maestro y político mexicano, de amplia trayectoria en el campo educativo, y que fue uno de los dos primeros Senadores por Baja California Sur.
Jesús Castro Agúndez inició su educación en su lugar de origen, en 1920 el entonces Gobernador del Territorio de Baja California Sur, Agustín Arreola Martínez, lo envió junto con otros estudiantes a la Ciudad de México, donde estudió en la normal de maestros y se recibió como profesor de Educación Primaria en 1927, desde antes de terminar su carrera se desempeñó como maestro en varias escuelas del Distrito Federal, posteriormente regresó a Baja California Sur y en 1930 fue nombrado Inspector Escolar cargo que ocupó hasta 1935 cuando volvió a la Ciudad de México como director del Centro Escolar Revolución. 
Al año siguiente, 1936, vuelve a Baja California Sur a encabezar la Escuela Regional Campesina de San Ignacio, donde desarrolló ampliamente labores de irrigación y obra pública en las poblaciones aledañas, en 1938 pasa con igual cargo a la Escuela Regional Campesina de Tamatán, Tamaulipas y en 1942 a la de El Mexe, Estado de Hidalgo. En 1943 fue nombrado subjefe del Departamento de Internados de la Secretaría de Educación Pública y en 1945 inspector general del Noroeste. En 1946 recibe el nombramiento de director de Educación de Baja California Sur, a petición del entonces Gobernador de Baja California Sur, Gral. Agustín Olachea Avilés; y en 1952 director general de Internados de Enseñanza Primaria de la SEP, en 1965 se jubiló formalmente como maestro, retornando a Baja California Sur.
Ese mismo año el gobernador del Territorio, Hugo Cervantes del Río lo nombró director general de Acción Social y en 1967 fue nombrado Presidente del Partido Revolucionario Institucional en Baja California Sur. En 1974 al ser elevado Baja California Sur al rango de Estado de la Federación, fue elegido Senador, desempeñando su cargo hasta 1976, al término del cual el gobernador Ángel César Mendoza Arámburo lo nombró Jefe del Departamento de Artesanías del estado.